# The Venetian Macao

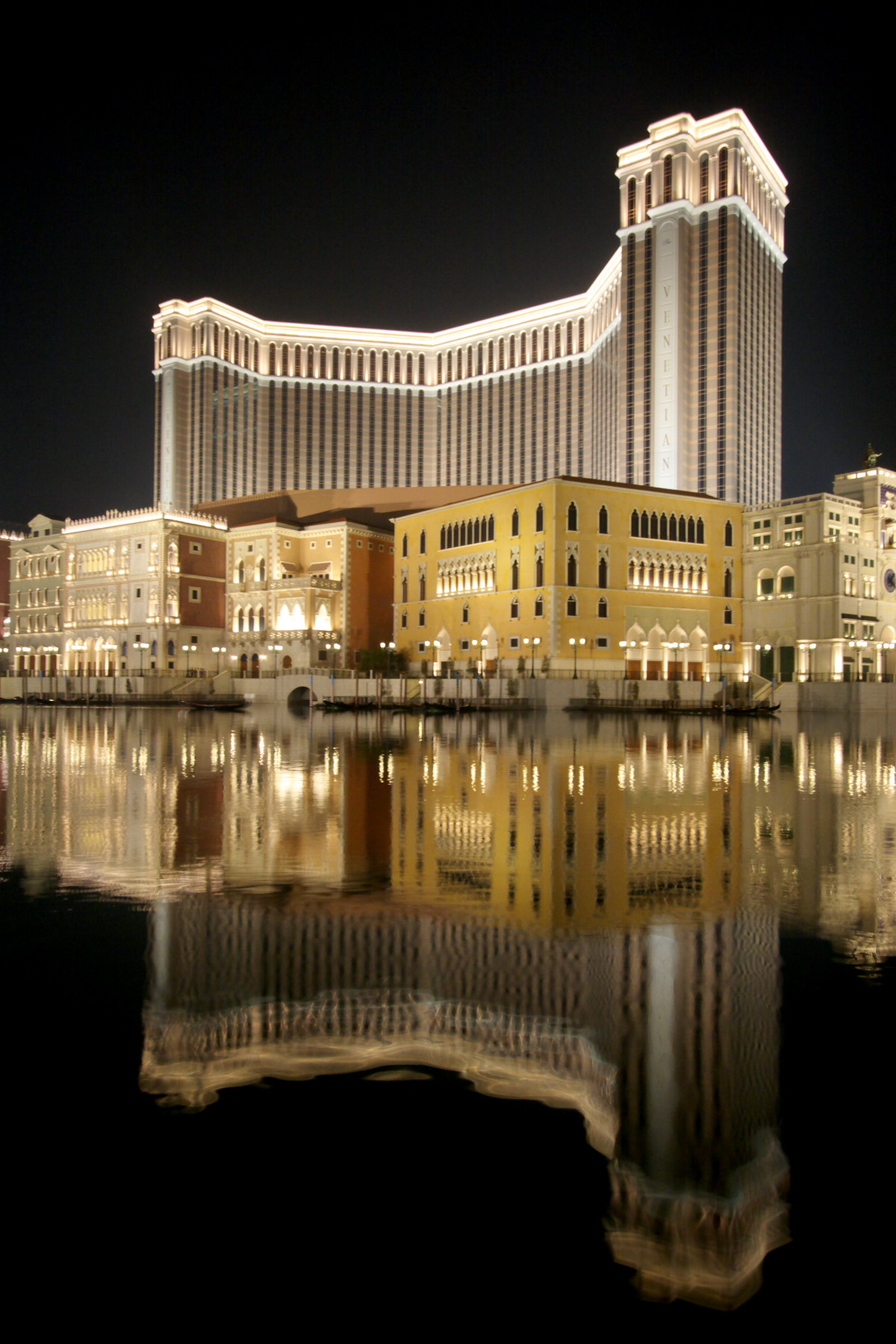
The Venetian Macao

The Venetian Macao is een hotel en casino gelegen op de Cotai Strip in Macau, gemodelleerd naar The Venetian in Las Vegas. Het casino is 51.000 vierkante meter groot en heeft 3400 gokautomaten en 800 speeltafels, en een arena voor sport en amusement met 15.000 plaatsen.

## Bouw
Het gebouw is in een tijdsbestek van drie jaar in elkaar gezet. Toen er werd begonnen met bouwen, is er begonnen om op zee modder zand te storten zodat er een stevige bouwgrond ontstond. Een jaar nadat ze hiermee waren begonnen stond er van het gebouw al een aantal etages. Hierna is begonnen met het hoofdgebouw. Dit werd zo snel neer gezet dat er elke vier dagen een etage bij kwam. De bouw is binnen drie jaar voltooid.

## Personeel
In het complex werken ongeveer 25.000 mensen, dit is ongeveer 5% van de bevolking van de stad Macau. Al de mensen die in het complex werken zijn vanaf het moment dat het personeel moest worden opgeleid, door het hotel opgeleid. Tijdens de bouw was het zo dat er tussen de bouwvakkers ook nog 25.000 mensen werden opgeleid tot koks, croupier, serveersters en ander personeel.